# Stefano Pioli
Stefano Pioli, né le 20 octobre 1965 à Parme, est un footballeur italien reconverti en tant qu'entraîneur.
Durant sa carrière professionnelle, Pioli joue un total de 314 matchs, dont 254 en Serie B et 60 en Serie A.
Il remporte le Scudetto lors de la saison 2021-2022 du championnat italien avec l'AC Milan.

## Biographie

### Sélection
Il a joué un total de cinq matchs avec l'équipe d'Italie espoirs entre 1985 et 1987.

### Entraîneur
Il utilise le plus souvent le système de jeu tactique du 3-4-1-2 qui peut de temps en temps changer en 3-5-2,, avec les milieux participant activement à l'attaque.
Le 4 octobre 2011, il est nommé entraîneur de Bologne, à la suite du licenciement de Pierpaolo Bisoli. Il est démis de ses fonctions début janvier 2014.
Le 8 novembre 2016, il devient le nouvel entraîneur de l'Inter Milan, après deux saisons à la tête de la Lazio. Il est démis de ses fonctions en mai 2017.
Le 6 juin 2017, il devient le nouvel entraîneur de l'ACF Fiorentina. Le 9 avril 2019, avec seulement 2 victoires lors des 14 derniers matchs et une défaite surprise à domicile face à Frosinone (0-1) deux jours auparavant, il présente sa démission au club de la Viola.
Le 8 octobre 2019, il devient le nouvel entraîneur de l'AC Milan, à la suite du renvoi de Marco Giampaolo. Le 21 juillet 2020, il prolonge de deux ans avec l’AC Milan. Il prolongera par la suite jusqu'au 30 juin 2025.
Le 25 mai 2024, après un accord entre la direction et lui pour une rupture de contrat, il fait ses adieux au club lombard lors du dernier match de la saison contre la Salernitana (3-3).
Le 18 septembre 2024, Al-Nassr a annoncé que Pioli avait signé un contrat pour entraîner l'équipe après avoir renvoyé Luís Castro,.

## Statistiques

### Entraîneur
| Lazio Rome     | 12 juin 2014      | 3 avril 2016 | 91  | 44  | 20  | 27  | 48.4  |
| Inter Milan    | 8 novembre 2016   | 9 mai 2017   | 27  | 14  | 3   | 10  | 51,8  |
| ACF Fiorentina | 6 juin 2017       | 9 avril 2019 | 74  | 27  | 25  | 22  | 36,4  |
| Milan AC       | 19 octobre 2019   | 26 mai 2024  | 240 | 130 | 58  | 52  | 54,16 |
| Al-Nassr FC    | 19 septembre 2024 |              | 0   | 0   | 0   | 0   | -     |
| Total          | Total             | Total        | 432 | 212 | 106 | 111 | 49,07 |

## Palmarès

### Compétitions nationales
- Serie A : (1)

Juventus : 1985-1986
- Serie B : (1)

ACF Fiorentina : 1993-1994

### Compétitions internationales
- Supercoupe de l'UEFA : (1)

Juventus : 1984
- Coupe des clubs champions européens : (1)

Juventus : 1984-1985
- Coupe intercontinentale : (1)

Juventus : 1985

### En tant qu’entraîneur
| Lazio Rome :                                                                 | AC Milan :                                                   |
| ---------------------------------------------------------------------------- | ------------------------------------------------------------ |
| - Coupe d’Italie - Finaliste : 2015 - Supercoupe d’Italie - Finaliste : 2015 | - Serie A (1) - Champion : 2022 - Vice-champion : 2021, 2024 |

#### Distinction personnelle
- Meilleur entraîneur de l'année de Serie A de Serie A en 2022